# Bedřich Smetana

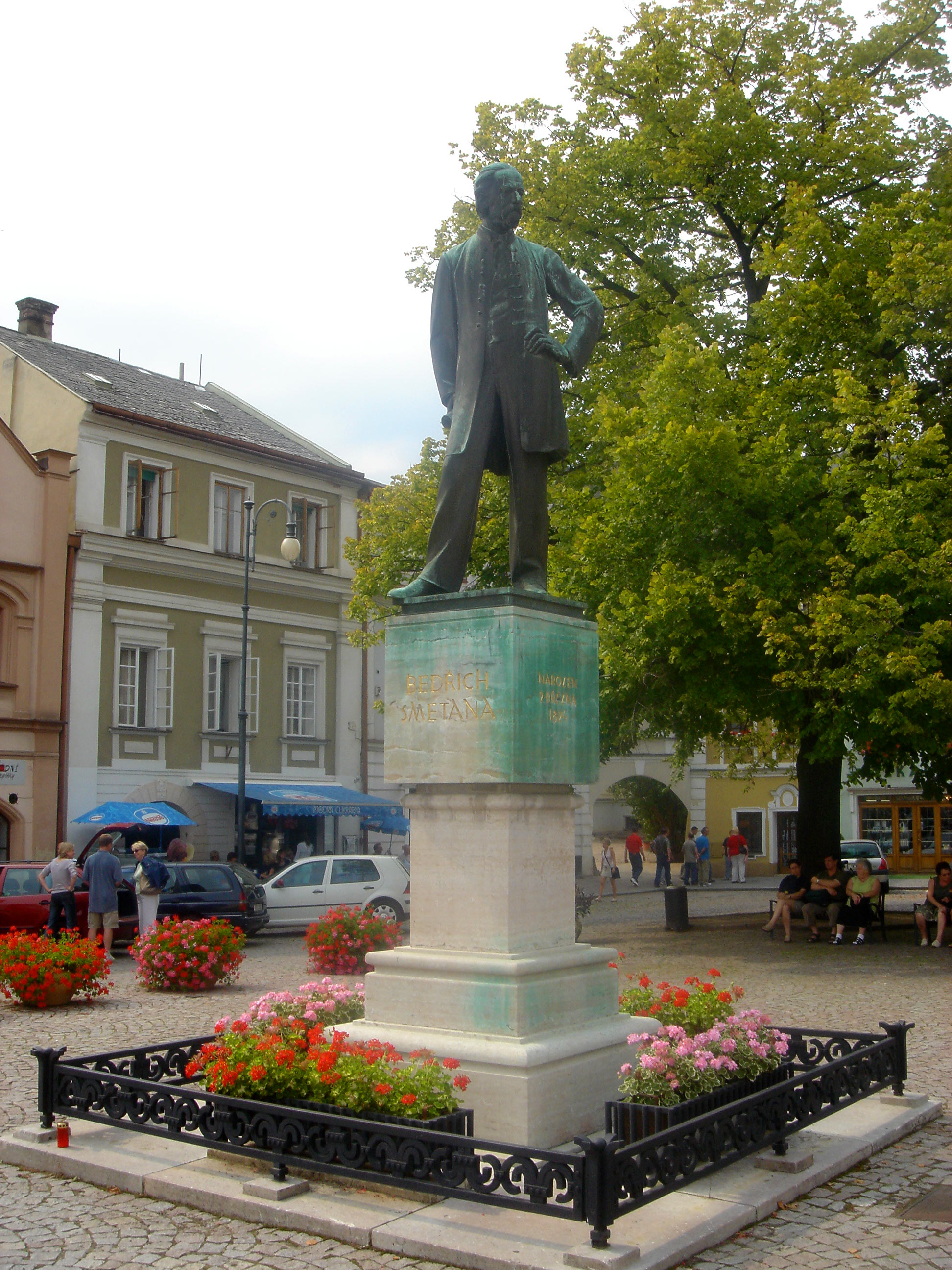
Het standbeeld van Bedřich Smetana in zijn geboorteplaats Litomyšl

Bedřich Smetana (uitspraakⓘ) (Litomyšl, 2 maart 1824 – Praag, 12 mei 1884) was een Tsjechisch componist die bekend werd door onder meer de opera Prodaná nevěsta (De verkochte bruid) en de cyclus van zes symfonische gedichten: Má Vlast (Mijn vaderland, waaronder het meest bekende de Moldau (Vltava)).

## Levensloop
Bedřich Smetana werd geboren in Litomyšl als zoon van een brouwer. Op jonge leeftijd speelde hij al piano en viool en speelde mee in het familiestrijkkwartet. Ondanks de aanvankelijke bezwaren van zijn vader studeerde hij muziek aan het conservatorium van Praag. Nadien kreeg hij een baan als muziekdocent bij een gegoede familie. In 1848 financierde Franz Liszt Smetana, zodat hij zijn eigen muziekschool kon oprichten; nadien nam Smetana deel aan demonstraties tegen de overheerser Oostenrijk en trouwde met de pianiste Kateřina Kolařová. Liszt introduceerde hem ook bij de muziekuitgeverij Kistner.
In 1856 ging Smetana naar Göteborg in Zweden waar hij het dirigeren onderwees en kamermuziekrecitals gaf. Hij werd er ook dirigent van de Philharmonische Gesellschaft. In 1859 vertrok Smetana weer naar Praag, omdat zijn vrouw niet tegen het koude weer kon; ze overleed vlak na de terugkeer (19 april 1859) in Dresden. Hij hertrouwde in 1860 met Bettina Fernandová; vertrok weer naar Zweden, maar kwam weer terug in 1861. In 1863 opende hij opnieuw een muziekschool, deze keer om de Tsjechische muziek te promoten. In 1866 werd hij dirigent van het Nationale Theater, om vooral Tsjechische opera's uit te voeren.
In 1874 werd hij in korte tijd doof, een symptoom van syfilis, maar hij ging desondanks door met componeren. Má Vlast werd grotendeels geschreven na zijn doof worden. Zijn eerste strijkkwartet, Uit mijn leven, is een autobiografisch werk dat de tinnitus uitbeeldt waaraan hij tijdens zijn doofheid leed. Als gevolg van de syfilis werd Smetana in 1883 geestesziek; zijn familie kon hem uiteindelijk niet meer verzorgen en op 23 april 1884 liet men hem opnemen in de psychiatrische kliniek Kateřinky in Praag, waar hij een paar weken later, 12 mei 1884, op 60-jarige leeftijd is overleden. Hij werd begraven op de Nationale Begraafplaats op de vesting Vyšehrad in Praag.

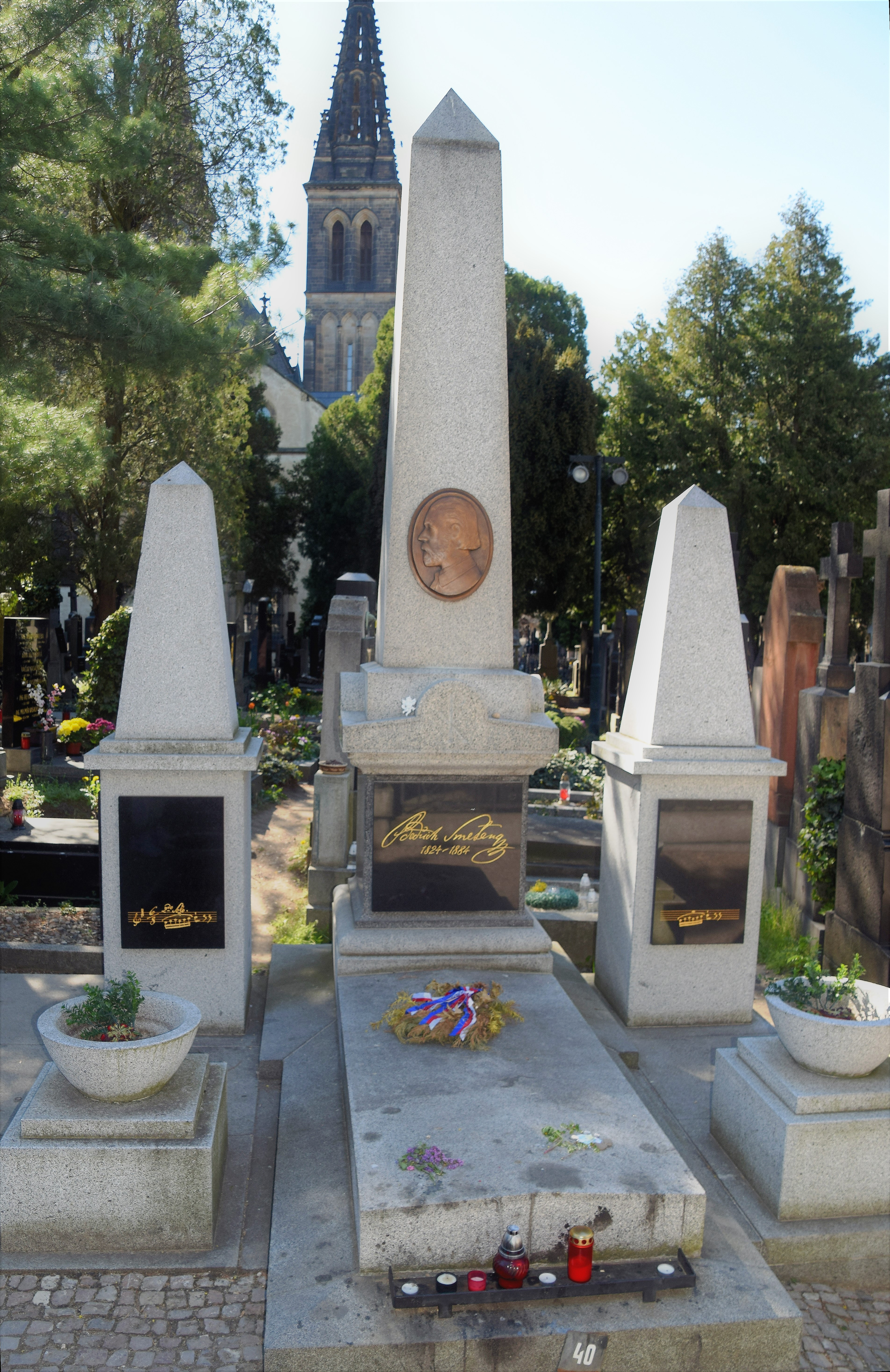
Graf van Bedřich Smetana op de Nationale Begraafplaats in Praag

Smetana staat bekend als de eerste componist die muziek met een specifiek Tsjechisch karakter componeerde. Veel van zijn opera's zijn gebaseerd op Tsjechische thema's, met als bekendste De verkochte bruid uit 1866. Hij gebruikte veelal Tsjechische dansritmes en zijn melodieën hebben wel wat weg van volksliedjes. Hij was van grote invloed op Antonín Dvořák die op soortgelijke wijze Tsjechische thema's in zijn muziek verwerkte.

## Composities

### Orkestwerken
- 1842 Menuetto in Bes groot, voor orkest
- 1854 Slavnostní symfonie "Triumfální" (Triomf Symfonie) in E groot
- 1858-1861 Cyklus Švédské písně
  1. Richard III, symfonisch gedicht (1858)
  2. Valdštýnův tábor - (Wallensteins legerplaats), symfonisch gedicht (1858)
  3. Haakon Jarl (Hakon Jarl), symfonisch gedicht (1861)
- 1863 Oldřich a Božena, ouverture voor een poppentheater-stuk van Matěje Kopeckého
- 1864 Pochod ku slavnosti Shakespearově (Mars voor een Shakespeare-feest)
- 1864-1866 Prodaná nevěsta - ouverture tot de opera (De Verkochte Bruid)
- 1868 Festival Ouverture, symfonisch gedicht
- 1869 Rybář, Muziek op een gedicht van Johann Wolfgang von Goethe, op. 103
- 1872 Má Vlast, cyclus van symfonische gedichten
- 1883 Pražský karneval - (Carnaval in Praag), symfonisch gedicht
- Doktor Faust, ouverture
- Jiřinková polka
- Louisina polka, voor strijkorkest
- Macbeth a čardějnice, muziek voor een scène uit de tragedie van William Shakespeare
- Selská slavnost, voor groot orkest
- Tsjechische Dansen
  1. Cibulička
  2. Dupák
  3. Furiant
  4. Hulán
  5. Medvěd
  6. Obkročák
  7. Oves
  8. Skočná
  9. Slepička
  10. Sousedská
- Valčíky
- Venkovanka, polka
- Ze studentského života (Uit het studentenleven)

### Werken voor harmonieorkest
- 1848 Pochod studentské legie (Mars van de studentenlegion)
- 1848 Pochod národní gardy (Mars van de revolutionaire garde)
- Galopp Bajaderek (Bajaderen-galop)
- Fanfára z Dalibora
- Fanfáry z opery "Libuše"
- March of Freedom
- Valdštýnův tábor - (Wallensteins legerplaats), symfonisch gedicht - bewerking: Jan Uhlíř
- Venkovanka G-groot, polka

### Missen, motetten en gewijde muziek
- Moteta, voor vrouwenkoor, strijkorkest, 2 hoorns en orgel

### Muziektheater

#### Opera's
| Voltooid in                                                       | titel                                 | aktes                                        | première | libretto                                                                 |
| ----------------------------------------------------------------- | ------------------------------------- | -------------------------------------------- | --- | ------------------------------------------------------------------------ |
| 1862-1863                                                         | Braniboři v Čechách                   | 3 aktes                                      | 5 januari 1866, Praag, Prozatímní divadlo (Provisorisch Nationaltheater) | Karel Sabina                                                             |
| 1863-1866; 2e versie: 1868-1869; 3e versie: 1869; 4e versie: 1870 | Prodaná nevěsta (De Verkochte Bruid)  | 1e versie: 2 aktes; vanaf 3e versie: 3 aktes | 1e versie (met dialogen): 30 mei 1866, Praag, Prozatímní divadlo; 2e versie (met recitatieven): 29 januari 1869, Praag, Prozatímní divadlo; 3e versie: 1 juni 1869, Praag, Prozatímní divadlo; 4e versie (uiteindelijke versie): 25 september 1870 , Praag, Prozatímní divadlo | Karel Sabina                                                             |
| 1865-1867; uiteindelijke versie: 1870                             | Dalibor                               | 3 aktes                                      | 16 mei 1868, Praag, Novoměstské divadlo; uiteindelijke versie: 2 december 1870, Praag, Prozatímní divadlo | (de) Josef Wenzig, (cs) Ervín Špindler                                   |
| 1869-1872                                                         | Libuše                                |                                              | 11 juni 1881, Praag, Národni divadlo (ter opening van het nieuwe opera gebouw) | (de) Josef Wenzig ,(cs) Ervín Špindler                                   |
| 1873-1874; 2e versie: 1877                                        | Dvě vdovy (De Twee Weduwen)           | 2 aktes                                      | 1e versie: 27 maart 1874, Praag, Prozatímní divadlo; 2e versie: 15 maart 1878, Praag, Prozatímní divadlo | Emanuel Züngel, naar Les Deux Veuves van Jean Pierre Félicien Mallefille |
| 1875-1876                                                         | Hubička (De Kus)                      | 2 aktes                                      | 7 november 1876, Praag, Prozatímní divadlo | Eliška Krásnohorská, naar Karolina Světlá                                |
| 1877-1878                                                         | Tajemství (Het Geheim)                | 3 aktes                                      | 18 september 1878, Praag, Nové české divadlo | Eliška Krásnohorská                                                      |
| 1879-1882                                                         | Čertova stěna (De Muur van de Duivel) | 3 aktes                                      | 29 oktober 1882, Praag, Nové české divadlo | Eliska Krásnohorská                                                      |
| 1874-1875/ 1883-1884                                              | Viola (onvoltooid)                    |                                              | concertante uitvoering: 11 oktober 1899, Praag, Umělecká beseda; toneeluitvoering: 11 mei 1924, Praag, Národní divadlo (Nationaal Theater) | Eliška Krásnohorská, naar William Shakespeare "Twelfth Night"            |

#### Balletten
- Baletní hudba z opery "Prodaná nevěsta"
- Dvě vdovy - Baletní hudba z opery

### Kamermuziek
- 1855 Pianotrio in g klein, voor viool, cello en piano, op. 15
- 1876 Strijkkwartet nr 1 in e klein "Z mého života (Uit Mijn Leven)"
- 1882-1883 Strijkkwartet nr 2 in d klein
- 1880 Z domoviny - Duetten (A groot, g-klein), voor viool en piano

### Vocale muziek
- 1864 The Renegade, mannenkoor
- 1882 De Drie Ruiters, mannenkoor
- Česká píseň (Tsjechische liederen), voor gemengd koor en orkest
- Tři ženské sbory (Drie vrouwenkoren), voor vrouwenkoor
  1. Má hvězda
  2. Přiletěly vlaštovičky
  3. Za hory slunce zapadá

### Werken voor orgel
- 1846 Šest preludií (Zes preludes)
- Fuga in A majeur

### Werken voor piano
- 1844 Bagatelles et impromptus
- 1848 Šest lístků do památníku (Zes karakteristieke stukken), op. 2
- 1851 Albumbladen
- 1856-1857 Schetsen
- 1855 Tři salonní polky (Drie Polka's), op. 7
- 1859-1860 Herinneringen aan Bohemen
- 1862 Na břehu mořském (Aan de kust), concert-etude, op. 17
- 1874-1875 Vzpomínka - Dromen
- 1877-1879 Tsjechische Dansen
- Bettina polka
- Klavírní dílo 3
- Klavírní dílo 4
- Pocestný

## Musea
Verschillende musea wijden zich aan Smetana, waarvan het Bedřich Smetana Museum in Praag het grootste is. Een filiaal van dit museum het Smetanamuseum in Jabkenice. Verder zijn er nog het Bedřich Smetana Museum in Obříství en de geboortewoning van Bedřich Smetana in Litomyšl. Buiten Tsjechië is er nog de Smetanakamer in Göteborg over de tijd toen hij in Zweden woonde.